# Uhelná Příbram
Uhelná Příbram är en köping i Tjeckien.   Den ligger i regionen Vysočina, i den centrala delen av landet, 90 km öster om huvudstaden Prag. Uhelná Příbram ligger 488 meter över havet och antalet invånare är 517.
Terrängen runt Uhelná Příbram är platt åt sydväst, men åt nordost är den kuperad. Runt Uhelná Příbram är det ganska tätbefolkat, med 129 invånare per kvadratkilometer. Närmaste större samhälle är Chotěboř, 8,0 km sydost om Uhelná Příbram. Omgivningarna runt Uhelná Příbram är en mosaik av jordbruksmark och naturlig växtlighet.